# Miguel López Remacha
Miguel López Remacha (Madrid, 1772-Madrid, 1827) fue un presbítero, tenor y teórico de la música español.

## Biografía
Hijo del compositor y organista Félix Máximo López y de María Dominga de Bartolomé Remacha, nació en Madrid el 6 de mayo de 1772 y fue bautizado en la parroquia de San Ginés. En 1790, puso música en su ciudad natal a la ópera titulada La Conquista del Perú. Sacerdote y tenor, así como profesor entendido, entró a la Real Capilla por real orden fechada en 17 de marzo de 1793 y, según recogió Ambrosio Pérez, «demostró su talento como compositor en un excelente Oficio de difuntos que escribió para los funerales de La Concordia». Teórico, firmó obras didácticas como Tratado de armonía y contrapunto o composición, Principios o lecciones progresivas para forte piano, Arte de cantar, y compendio de documentos músicos respectivos al canto y La melopéa ó Instituciones teórico-prácticas del solfeo, del buen gusto del cánto, y de la armonía. Falleció en Madrid el 14 de abril de 1827. López Remacha, que en el momento de su deceso era feligrés de la parroquia de San Luis, tuvo un hermano, Antonio, organista de la misma capilla en la que él se desempeñó.